# Twarda Kopa

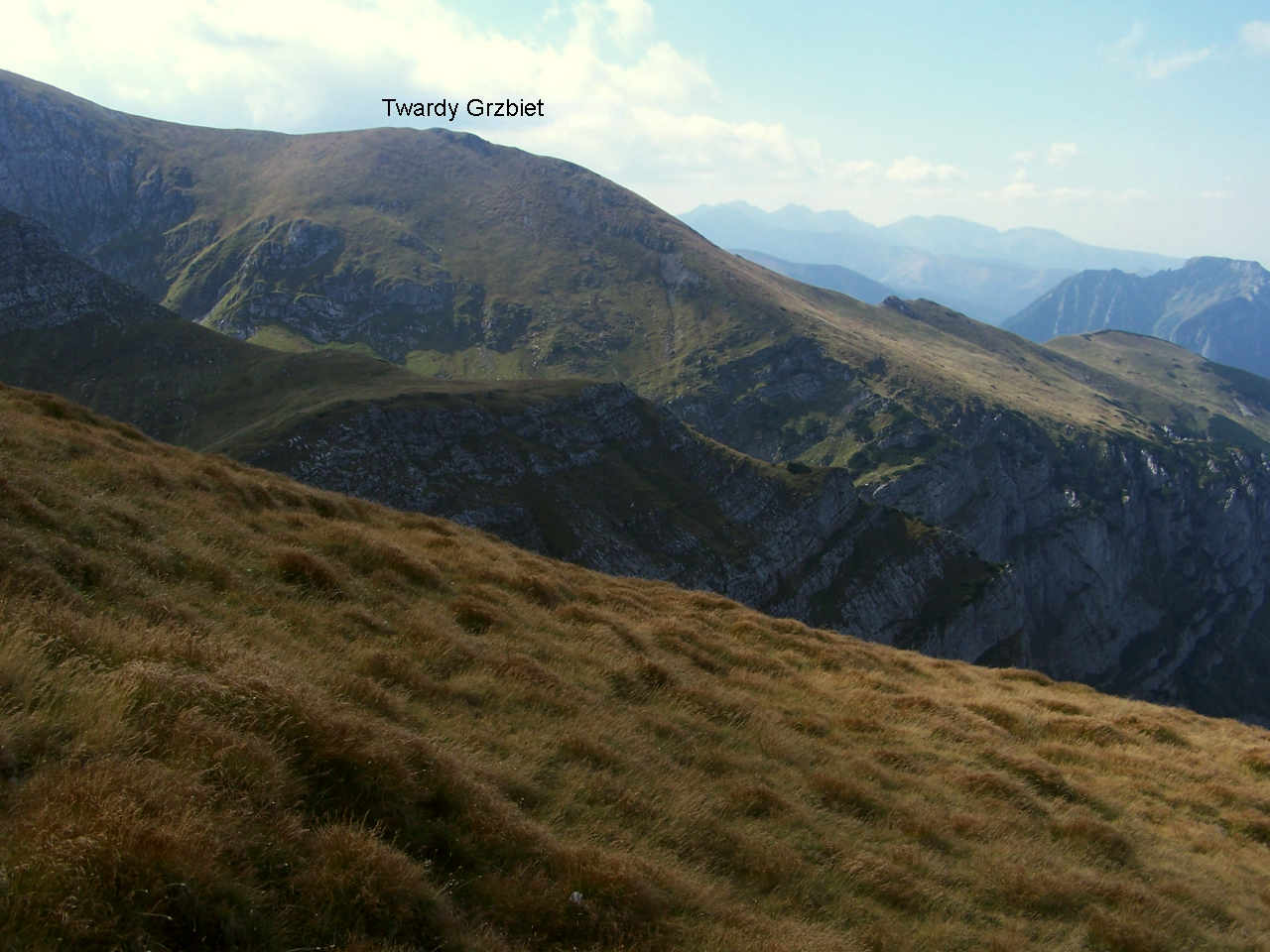
Twardy Grzbiet i Twarda Kopa – widok z Małołączniaka

Twarda Kopa (2026 m) – niewybitne wzniesienie w północno-zachodniej grani Ciemniaka oddzielającej Dolinę Kościeliską od jej odnogi – Doliny Miętusiej w polskich Tatrach Zachodnich.
Znajduje się w podwierzchołkowej części tej grani zwanej Twardym Grzbietem i jest jego kulminacją. Od szczytu Ciemniaka oddziela ją płytka przełęcz Szerokie Siodło, znajdująca się ok. 80 m od Twardej Kopy. W przeciwnym, północno-zachodnim kierunku stok Twardej Kopy opada do Chudej Przełączki (1850 m). Od Twardej Kopy odchodzą trzy grzędy:
- we wschodnim kierunku grzęda podcięta stromymi ściankami nad Doliną Mułową – jej przedłużeniem jest północna morena Mułowego Kotła,
- w północnym kierunku bardzo niepozorna grzęda zakończona Kazalnicą Miętusią,
- w zachodnim kierunku ledwo rozróżnialna wypukłość, niżej przechodząca w wyraźną grań zakończoną Lodową Basztą[2].

Dawniej cała północno-wschodnia grań Ciemniaka wraz z Twardą Kopą była wypasana i wchodziła w skład Hali Upłaz. Jej trawiasty, wschodni stok górale nazwali Twardym Upłazem, gdyż przykryty jest twardymi, granitowymi skałami, podczas gdy cała grań poniżej zbudowana jest z miękkich skał osadowych. Na granitach rośnie typowy dla tego typu podłoża zespół roślinny – niska murawa z sitem skuciną, który już w połowie lata wybarwia stoki na czerwonawy kolor. Trawiaste są całe stoki Twardej Kopy, z wyjątkiem urwistych ścianek opadających do Lodowego Żlebu.
Twarda Kopa jest najwyższym szczytem w Tatrach Zachodnich położonym w całości w Polsce, ale ma jednak bardzo niewielką wybitność i dlatego zazwyczaj podaje się, że takim szczytem jest Wielki Giewont.

## Szlaki turystyczne
– czerwony szlak turystyczny z Cudakowej Polany w Dolinie Kościeliskiej przez polanę Upłaz i Twardy Grzbiet na Ciemniaka. Czas przejścia: 3:35 h, ↓ 2:30 h
 – zielony ze schroniska na Hali Ornak, przez Doliną Tomanową, Czerwony Żleb i Chudą Przełączkę na Ciemniaka. Czas przejścia: 3.40 h, ↓ 2:40 h.